# Blankenburg (Turingia)
Blankenburg è un comune di 155 abitanti della Turingia, in Germania.

Appartiene al circondario (Landkreis) Unstrut-Hainich-Kreis (targa UH).